# Jobaria tiguidensis
Jobaria tiguidensis es la única especie conocida del género extinto Jobaria  (“de Jobar”) de dinosaurio saurópodo eusaurópodo, que vivió a mediados del período Jurásico, hace unos 165 millones de años, en el Calloviense, en lo que es hoy África.

## Descripción

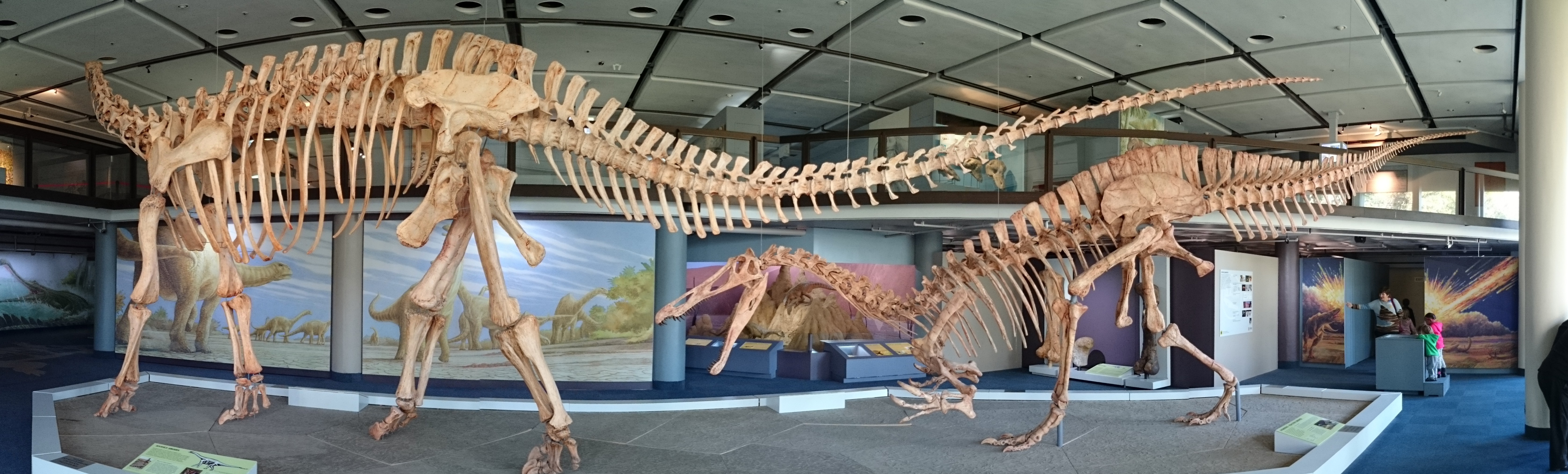
Esqueletos de Jobaria y Suchomimus, dos dinosaurios de Níger que no coexistieron.

Jobaria fue un saurópodo que alcanzaba los 21 metros de largo, 4,5 de alto y 18 toneladas de peso. Poseía un cuello corto con solo 12 vértebras y grandes dientes. El cráneo de Jobaria se constituye de huesos muy frágiles, con cúpula siendo la parte más robusta y tiene aperturas muy grandes para la nariz y los ojos tenían probablemente un sentido afilado del olfato y del oído. El cráneo alto, redondeado es más pequeño y similar al del Camarasaurus, con un hocico corto y una nariz grande y dientes con forma de cuchara. Las vértebras dorsales son muy simples sin sacos de aire y espinas simples. La articulación del condilar entre las vértebras del cuello permitió que el cuello curvara de lado a lado y de arriba abajo. Los sacos aéreos del cuello aligeraban la masa de este. Las proporciones de los miembros son primitivas, las patas delanteras no son tan alargadas con respecto a las traseras como sucede en Brachiosaurus. Su columna vertebral y cola eran simples en comparación con las vértebras complejas y la cola de látigo de los saurópodos posteriores de América del Norte Diplodocus y Apatosaurus.
Paul Sereno concluyó, después de comparar los cocientes de las circunferencias del húmero y del fémur en Jobaria con los elefantes existentes, que Jobaria pudo haber podido alzarse en sus piernas traseras. La distribución del peso de Jobaria indica que este era soportado más por las extremidades posteriores que las delanteras (como en los elefantes) y se especula que así como los elefantes pueden erguirse, entonces Jobaria hubiera sido capaz de hacer esta acción mucho más fácilmente.

## Descubrimiento e investigación

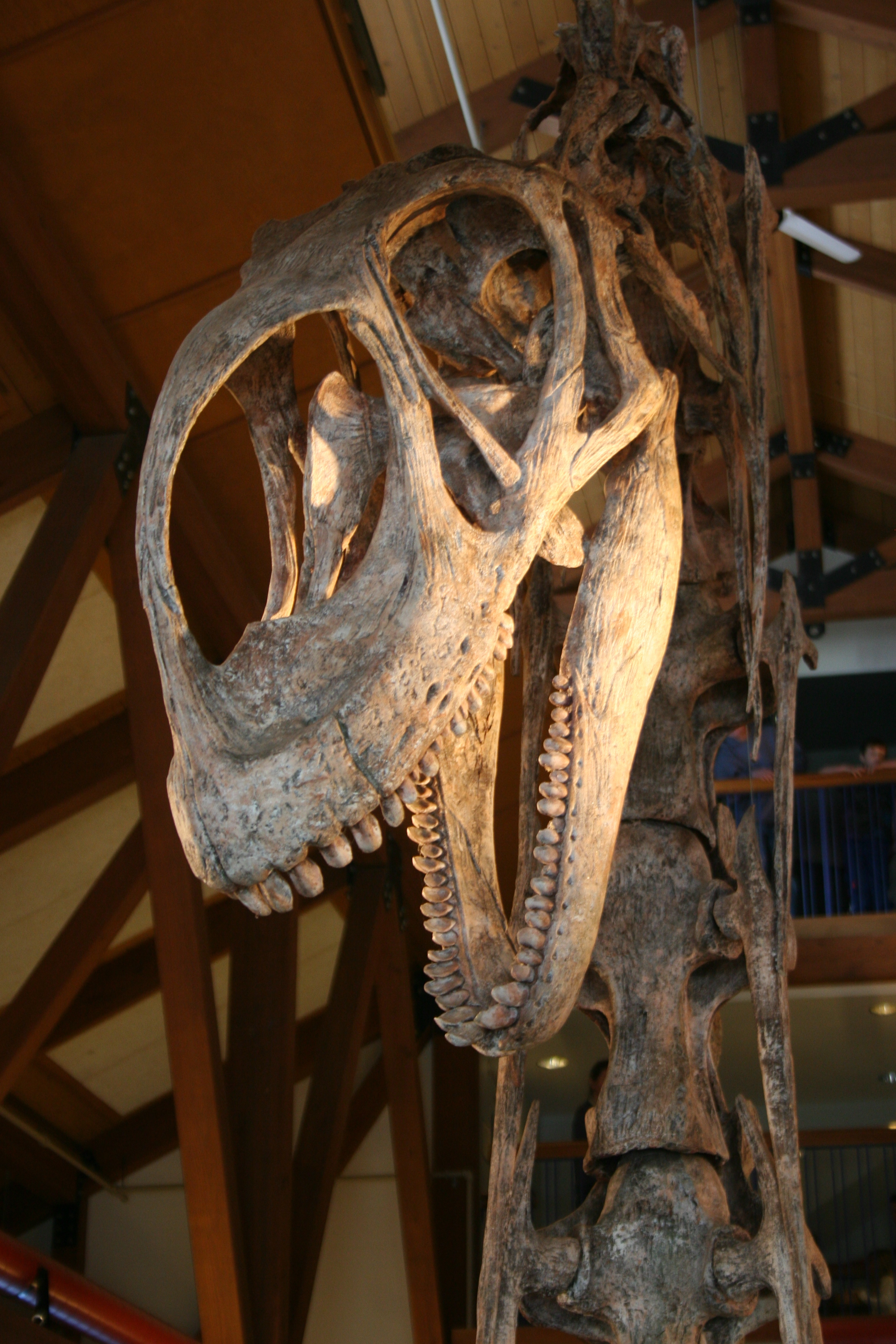
Cráneo exhibido en el Museo de la Ciencia Montshire.

Jobaria fue encontrado en la región Ingal bei Agadez, Teneré, Níger por una expedición al desierto liderada por Paul Sereno en 1999, junto a él se encontró el que puede ser el primer anquilosauriano de África. Se conoció por varios ejemplares, con un ejemplar adulto articulado y otros ejemplares parciales adultos y juveniles que juntos aportan información sobre el 95% del animal incluyendo las clavículas y gastralia. Su nombre proviene de “Jobar” un animal mitológico de los Tuareg, habitantes de esa zona del desierto del Sahara.
Los restos fósiles de Jobaria fueron recuperados de una formación geológica llamada Formación Tiouaren, la cual, basándose en los conocimientos de la época, databa de principios del período Cretácico, unos 135 millones de años atrás. Por aquello este dinosaurio saurópodo fue descrito como una reliquia en su propio tiempo ya que presentaba características primitivas no solo para los estándares del Cretácico, sino que incluso para los del Jurásico Superior. Sin embargo a principios de 2009 un nuevo estudio geológico señaló que la formación Tiouaren era unos 30 millones de años más antigua de lo que se pensaba, "transportando" a Jobaria a una edad en la que no era tan especial.
Originalmente se pensó que los sedimentos en los que se encontró representaban las etapas de Hauteriviano a Barremiano del período Cretácico temprano, lo cual dataría a Jobaria hace aproximadamente 132 millones de años. Sin embargo, la reinterpretación de los sedimentos mostró que es más probable que sea de las etapas de Bathoniense al Oxfordiense del Jurásico Medio, entre 167 y 161 millones de años atrás.

## Clasificación
Se ha interpretado como un macronariano basal por Upchurch y otros en 2004, o como un eusaurópodo no perteneciente al grupo de los neosaurópodos, siendo basal con respecto al clado de los neosaurópodos.